# Autoretrat (Lluïsa Vidal)
Autoretrat és una obra de la pintora Lluïsa Vidal i Puig, pintada cap al 1899. Es tracta d’una pintura a l’oli sobre taula de format reduït, que mesura 36 cm d’alçada i 27 cm d’amplada i es conserva al Museu Nacional d’Art de Catalunya.

## Història
Dels autoretrats coneguts de Lluïsa Vidal, aquest és el més antic. El va pintar quan tenia aproximadament 23 anys, feia molt poc que s’havia instal·lat en un estudi propi i tot just iniciava la seva carrera artística. L’any 1898 ja va participar en dues exposicions importants per a una artista de l’època. A la primavera es va presentar a la quarta edició de l’Exposició de Belles Arts i Indústries Artístiques de Barcelona, organitzada per l’Ajuntament de Barcelona al Palau de Belles Arts. Hi va mostrar tres retrats, pels quals va obtenir una menció honorífica i bones crítiques a la premsa, que la va elogiar com a retratista. Al novembre va exposar per primera vegada a la Sala Parés en una mostra col·lectiva on, entre altres obres, va presentar un retrat al carbó del que després seria l’oli La violoncel·lista descansant.
Són precisament aquests fets els que fan que aquest autoretrat es consideri com una declaració d’intencions, com una proclama i afirmació de la seva condició de pintora al mateix nivell que els seus contemporanis masculins. Alhora, aquesta manifestació seria gairebé profètica, pel fet que Lluïsa Vidal és una de les primeres pintores catalanes que van poder dedicar-se a la seva professió de manera autònoma i independent.
L’obra forma part del conjunt d’obres que alguns dels seus germans van donar al MNAC l’any 1935.